# Solid Base
I Solid Base sono un gruppo musicale svedese attivo dal 1994 e formato da Thomas Nordin e Jenny Redenkvist e, in precedenza, anche da Isabelle Heitman, Camilla Alvestad, Jonas Eriksson e Mattias Eliasson.

## Carriera
La voce della formazione originale dei Solid Base è la norvegese Isabelle Heitman, che quando viveva a Stoccolma all'inizio degli anni '90 ha conosciuto il rapper Thomas Nordin e i produttori Jonas Eriksson e Mattias Eliasson, avviando così il progetto musicale.
Il primo successo dei Solid Base è arrivato nel 1995 con Mirror Mirror, che ha raggiunto il 6º posto della classifica norvegese, finendo per essere certificato disco d'oro dalla IFPI Norge con oltre 5 000 copie vendute a livello nazionale. L'anno successivo You Never Know ha raggiunto il 4º posto in classifica, anticipando l'album di debutto del gruppo Finally, che si è invece piazzato alla 7ª posizione in Norvegia. Il disco ha avuto più fortuna in Finlandia, dove è arrivato al 2º posto della Suomen virallinen lista, vendendo più di 39 000 copie e ottenendo un disco d'oro dalla Musiikkituottajat. Anche il loro album successivo, The Take Off (1998), è disco d'oro in Finlandia con 25 000 CD venduti.
Il gruppo si è sciolto nel 2004, e non ha rivisto la luce fino al 2014, quando la cantante svedese Camilla Alvestad è subentrata a Isabelle Heitman come voce principale.

## Discografia

### Album in studio
- 1996 – Finally
- 1998 – The Take Off
- 1999 – Express
- 2001 – Party Totale!
- 2002 – In Action

### Raccolte
- 1997 – The Best of Solid Base
- 2002 – Greatest Hits

### Singoli
- 1994 – Together
- 1994 – In Your Dreams
- 1995 – Mirror Mirror
- 1995 – Stars in the Night
- 1996 – You Never Know
- 1996 – Let It All Be Sunshine
- 1997 – All My Life
- 1997 – Fly to Be Free
- 1998 – Come'n Get Me
- 1998 – Sunny Holiday
- 1999 – Ticket to Fly
- 1999 – Once You Pop (You Can't Stop)
- 1999 – This Is How We Do It
- 2000 – Push It
- 2000 – Sha La Long
- 2000 – Come On Everybody
- 2001 – I Like It
- 2015 – Wet
- 2017 – We're Gonna Rock It